# Ali Chamenei

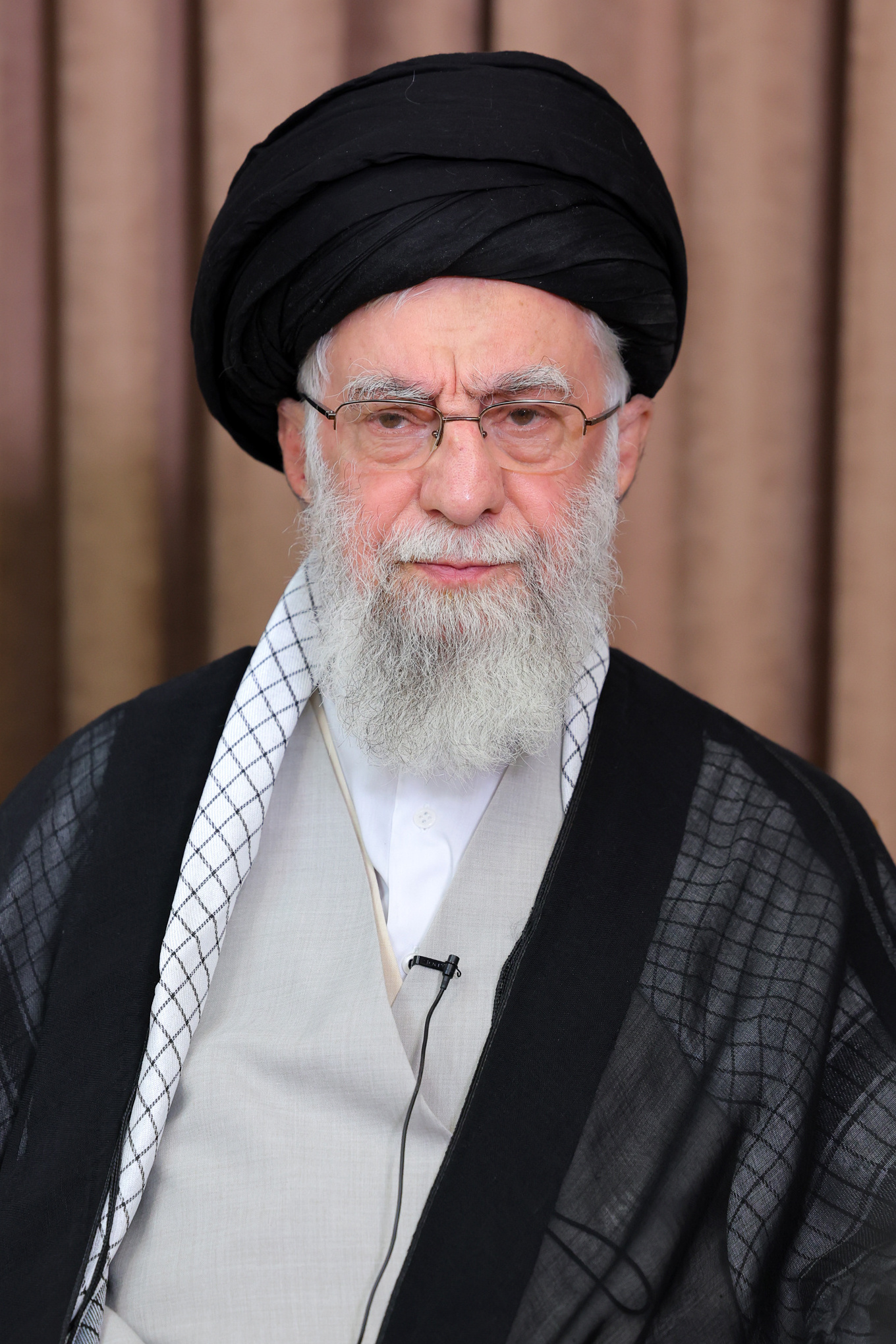
Ali Chamenei (2025).
Unterschrift:

Ali Chamenei ([æˈliː xɔːmenɛˈiː], offiziell auch Seyyed ’Ali Chamene’i, persisch سيد علی خامنه‌ای, DMG Seyyed ‘Alī-ye Ḫāmene’ī, weitere Schreibweise Ali Khamenei; * 19. April 1939 in Maschhad) ist ein iranischer Politiker und Religionsführer. Er ist als Oberster Führer und Nachfolger von Ruhollah Chomeini seit 1989 das politische und religiöse Oberhaupt des mehrheitlich schiitischen Iran. Chamenei ist in dem Sinne auch „Revolutionsführer“ (persisch رهبر انقلاب, DMG Rahbar-e enqelāb) sowie höchste geistliche Instanz im Range eines Ajatollah und der Oberbefehlshaber der iranischen Streitkräfte in der Islamischen Republik Iran.

## Herkunft
Ali Chamenei, der mit seiner Familie im Beit-e Rahbari („Haus des Führers“), einem kilometerlangen Hochsicherheitstrakt in der iranischen Hauptstadt Teheran, lebt, wurde als zweites von acht Kindern des Klerikers Dschawad Hosseini Chamene’i in der Stadt Maschhad geboren. Ali Chameneis Vater war ein Aserbaidschaner aus Täbris, seine Mutter stammte aus Yazd. Die Familie lebte laut offiziellen Angaben Chameneis in wirtschaftlich sehr schwierigen Verhältnissen. Sein jüngerer Bruder ist der iranische Reformpolitiker und regimekritische Publizist Hadi Chamene’i. Chameneis Schwester Badri Hussein Chamenei war verheiratet mit dem oppositionellen Ajatollah und Chomeini-Schüler Ali Tehrani, der 1995 in Iran zu 20 Jahren Haft verurteilt wurde.

## Ausbildung
Bereits mit fünf Jahren besuchte er die Grundschule, später das religiöse Seminar in Maschhad. Seine Vorbilder waren der Attentäter Navvab Safavi und Ruhollah Chomeini, dessen Protegé er wurde. 1957 pilgerte er nach Nadschaf, um als Student seine religiösen Studien bei den bekanntesten Lehrern der damaligen Zeit zu beginnen. 1958 unterbrach er sein Studium auf Bitten seines Vaters und kehrte aus dem Irak zurück. Bis 1964 war er in Ghom als Student eingeschrieben, ohne einen Abschluss zu machen. 1962 trat er der Oppositionsbewegung von Ajatollah Chomeini bei. Er war am stärksten durch die Schriften von Sayyid Qutb, dem führenden Kopf der ägyptischen Muslimbruderschaft, beeinflusst, die er zum Teil selbst in das Persische übersetzte, so 1967 das Buch Die Zukunft dieser Religion. Er las als junger Mann aber auch zahlreiche Romane und führte später Die Elenden von Victor Hugo als das Werk an, das ihn am meisten beeindruckt habe. Chamenei stand in enger Beziehung zu den einflussreichen Intellektuellen Ali Schariati und Dschalāl Āl-e Ahmad und generell mit säkularen Kreisen, die nach dem Sturz von Mohammad Mossadegh im Jahr 1953 durch die Operation Ajax zunehmend antiimperialistisch und antiamerikanisch geprägt wurden. Mit der Ausweisung seines Mentors Chomeini im Jahre 1964 radikalisierte sich sein politisches Vorgehen. Chamenei wurde wegen seiner politischen Aktivitäten in der Zeit von 1963 bis 1978 sechsmal inhaftiert.
Spekulationen, denen zufolge die Wurzeln seiner Feindschaft gegenüber Israel und den Vereinigten Staaten auf diese Zeit zurückgehen, werden mit der Folter und Einzelhaft begründet, die Chamenei erlitt, da der SAVAK von der CIA und dem Mossad geschult wurde. Bei seiner letzten Festnahme im Jahre 1977 wurde er für drei Jahre nach Iranschahr verbannt, im Zuge der Vorrevolution jedoch Mitte 1978 freigelassen. Chamenei war 1977 Gründungsmitglied der Vereinigung der kämpfenden Geistlichkeit sowie Gründungsmitglied des Revolutionsrates und der Islamisch-Republikanischen Partei. Er hielt während der Islamischen Revolution Kontakt zur Tudeh-Partei.

## Politische Laufbahn

### Aufstieg
Nach der Revolution war Ruhollah Chomeini als Revolutionsführer der Herrscher Irans. Chamenei gehörte anfangs nicht zur Führungsriege. Chomeini wurde auf den „brillanten Redner mit durchdringender Stimme“ aufmerksam und ernannte ihn Anfang 1980 zum Freitagsvorbeter in Teheran.
Nachdem Chomeini am 3. Juli 1980 die Anweisung erlassen hatte, alle Ministerien hätten auf die Durchsetzung islamischer Kleidung bei Frauen zu achten, gab es landesweite Proteste gegen den Tschador.
Chamenei, damals ein relativ unbekannter Mullah, äußerte sich öffentlich dazu:

„Ich will sie nicht Prostituierte nennen, denn was eine Prostituierte macht, betrifft nur sie selbst, doch was diese Frauen tun, betrifft die ganze Gesellschaft.“

Bis 1981 fielen einige Führungskräfte um Chomeini Attentaten zum Opfer (z. B. Morteza Motahhari, Mohammad Beheschti, Mohammad Dschawad Bahonar) oder beim Revolutionsführer in Ungnade (z. B. Abolhassan Banisadr, Mohammad Kazem Schariatmadari). Chamenei gelang es nun, innerhalb der Mullah-Regierung aufzusteigen. Am 2. Oktober 1981 wurde er zum Staatspräsidenten gewählt. Seine Wahl stellte keine Überraschung dar, nachdem sich Chomeini auf ihn festgelegt hatte. Er erhielt 95 % aller abgegebenen Stimmen. Daneben übernahm er nach dem 30. August 1981 auch die Führung der Islamisch-Republikanischen Partei.
Am 23. Juni 1981 wurde ein Attentat auf Chamenei verübt. Eine Bombe, die in einem Tonbandgerät versteckt war, detonierte in der Moschee, in der Chamenei betete. Er kann seit diesem Anschlag seinen rechten Arm nicht mehr bewegen.

### Erster Golfkrieg
Chameneis Haltung im Ersten Golfkrieg war unnachgiebig, die Losung unter ihm als Staatspräsidenten lautete: „Krieg, Krieg, bis zum Sieg.“
Zitate Chameneis zum Krieg:
- „Iraker, erschießt eure Offiziere und Beamten.“ (4. Juni 1982)
- „Der Segen des Krieges ist für uns unvorstellbar groß.“ (20. September 1982)
- „Ich, Sprecher der Nation, der das Vertrauen des Volkes hat, sage euch: der Krieg wird bis zum letzten Blutstropfen weitergeführt.“ (28. September 1982)

Ali Akbar Hāschemi Rafsandschāni löste 1988 auf Anweisung Chomeinis Chamenei als Oberbefehlshaber der Streitkräfte ab und machte damit erst die Annahme der UN-Resolution 598 im Irak-Iran-Krieg möglich.

## Höchster Repräsentant des Staates
Am 4. Juni 1989, einen Tag nach dem Tode Chomeinis, wählte der Expertenrat Chamenei überraschend zum neuen „Revolutionsführer“. Er wurde damit höchste geistliche und politische Instanz, Oberbefehlshaber der Streitkräfte und Staatsoberhaupt Irans. Um nicht Verfassungsbestimmungen hinsichtlich des obersten religiösen Führers zu verletzen, wurde die Verfassung im Nachhinein geändert und durch ein Verfassungsreferendum am 28. Juli 1989 vom Volk bestätigt. Die explizit in der Verfassung genannte Bedingung, dass der religiöse und politische Führer Irans auch der oberste Rechtsgelehrte sein muss, wurde entfernt und durch die Erklärung ersetzt, dass für das Amt geeignet sei, wer neben islamischer Gelehrsamkeit über angemessene politische, administrative und soziale Fähigkeiten verfüge. Da das Amt aber noch immer mit der geistigen und formal-religiösen Führung verbunden war, musste Chamenei eine „religiöse Aufwertung“ erfahren, also den religiösen Titel Ajatollah erhalten. Zuvor bekleidete er lediglich den Rang eines Hodschatoleslam. Die Berufung wurde damals von der übrigen schiitischen Geistlichkeit nur widerwillig hingenommen.
Wie zuvor Chomeini steht Chamenei als Oberster Führer mit unumschränkten Machtbefugnissen über allen Institutionen. Er vertritt eine konservative Politik des Islamismus, die nur selten Reformen zulässt. Dabei stützt er sich auf den am 20. Februar 1980 gegründeten Wächterrat, der über alle politischen Vorgänge, Parlamentsbeschlüsse, Gesetze und die Zensur der Medien wacht und dessen Besetzung er zur Hälfte selber bestimmt, zur anderen Hälfte entscheidend beeinflusst. Er ernennt und beaufsichtigt die Freitagsprediger und bestimmt die Mitglieder des Nationalen Sicherheitsrates.

## Innenpolitik
Chamenei schuf 1990 als „graue Eminenz“ erstmals ein Sondergericht für die Geistlichkeit, um die Opposition aus islamisch-religiösen Kreisen unter Kontrolle zu halten. Der Revolutionsführer greift üblicherweise nicht in die aktuelle Tagespolitik ein, hat aber durch verschiedene Kontroll- und Berufungsfunktionen aufgrund seines Amtes einen nicht zu unterschätzenden Einfluss. Wahlverlierer von Präsidentenwahlen werden meist durch andere Posten entlohnt (z. B. 1997 Ali Akbar Nateq Nuri und 2005 Rafsandschani), um keiner Strömung die absolute Oberhand zu belassen. Machtpolitisch einflussreiche und damit gefährliche Ajatollahs wurden entweder
- von der Macht abgelöst z. B. Mousavi Ardebili, Mohammed Reza Mahdavi-Kani
- unter Hausarrest gestellt z. B. Hossein Ali Montazeri
- bei gleicher Ansicht gefördert z. B. Ahmad Dschannati, Mahmud Haschemi Schahrudi,
- mit speziellen Posten bedacht, die für Hardliner kreiert wurden, z. B. Mesbah Yazdi, Ali Meschkini
- oder in anderen Institutionen untergebracht, z. B. Rafsandschāni, um die Balance der Macht zu erhalten.

### Großajatollah
Nach dem Tode des Großajatollah Mohammad Ali Araki im Jahr 1994 versuchte Chamenei, dessen vakanten Posten als Großajatollah zu übernehmen. Damit hätte Chamenei langfristig die Möglichkeit gehabt, wie unter Chomeini, der oberste (politische) Rechtsgelehrte und zugleich oberster religiöser Führer zu sein. Die Geistlichen in Ghom standen dieser Bewerbung ablehnend gegenüber, auch aufgrund seiner mangelnden Studienzeit, bis letztlich Chamenei mit den Worten „der Titel ist für mich nicht wichtig“ darauf verzichtete.

### Liberalisierung und Reaktion
Die 1997 erfolgte Wahl von Mohammad Chātami zum Staatspräsidenten stärkte die Reformbewegung und führte zu einer gewissen politisch-wirtschaftlichen Liberalisierung. Doch während bei der Parlamentswahl 2000 etwa 60 % der Abgeordneten aus dem Reformlager kamen, wurde 2004 den meisten reformerischen Politikern der Kandidatenstatus vom Wächterrat aus „religiösen Gründen“ aberkannt. Das Parlament wird seither wiederum zu über 90 % von konservativen Parteien dominiert.

### Präsidentschaftswahlen 2009
Im Vorfeld der Präsidentschaftswahlen 2009 hatte Chamenei eine Wahlempfehlung für Amtsinhaber Mahmud Ahmadineschad ausgesprochen. Am Wahlabend, noch vor dem amtlichen Endergebnis, erkannte er den Wahlsieg an. Am 13. Juni 2009 gratulierte er im iranischen Fernsehen Ahmadinedschad zu seinem Sieg:

„Dass 24 Millionen Iraner für ihn gestimmt hätten, sei ein Anlass zum Feiern und eine Bestätigung für die Republik. […] Der Wahlausgang sei ein Beweis, dass das Volk dem psychologischen Krieg des Feindes Widerstand leiste und dass es selbständig bleibe. Er dankte dem Innenministerium, der Polizei und allen, die zum Wahlausgang beigetragen hätten.“

Wegen der anhaltenden Proteste nach der Präsidentschaftswahl 2009 kündigte Chamenei am 15. Juni eine Prüfung der Wahl durch den Wächterrat an. In der mit Spannung erwarteten Freitagspredigt, am 19. Juni, nahm Chamenei Stellung zu den Präsidentschaftswahlen. Dabei erklärte er vor der anberaumten Wahlprüfung durch den Wächterrat die Wahl für rechtens und stellte fest, dass die iranische Republik „niemals Verrat begehen und die Stimmen der Menschen manipulieren würde“. Die Rechtsstrukturen und die iranischen Wahlgesetze würden keinen Wahlbetrug erlauben. Gleichzeitig rief er alle Parteien auf, die Gewalt zu beenden, und gestand ein, den Ansichten des Wahlsiegers Ahmadineschad näher zu stehen als denen der anderen Kandidaten. Bei einem Treffen mit dem wiedergewählten Präsidenten Ahmadineschad am 7. September 2009 warnte er diesen vor Selbstüberschätzung mit den Worten: „Auch wenn das Votum des Volkes Quelle des Stolzes sein kann, sollte jede Selbstüberschätzung vermieden werden, weil sie eine der größten Fallen des Teufels ist.“

### Feldzug gegen Geisteswissenschaften
Nach den Präsidentschaftswahlen 2009 erklärte Chamenei vor ausgesuchten Studenten und Professoren: „Die meisten Humanwissenschaften basieren auf materialistischen Philosophien und betrachten den Menschen als ein Tier“. Er sei „beunruhigt, dass zwei Millionen Hörer in geistes- und sozialwissenschaftlichen Fächern eingeschrieben sind.“ Damit werden, so Chamenei, den jungen Leuten säkulare Gedanken beigebracht und „Zweifel an den islamischen Prinzipien und Misstrauen in unsere Werte gesät.“ Erste Hinweise auf die Ankündigung eines neuen Kulturkampfes gab es im Schauprozess nach den Protesten nach den iranischen Präsidentschaftswahlen. Said Hajjarian musste in seinem Geständnis öffentlich den Philosophen Max Weber, Talcott Parsons und Jürgen Habermas abschwören.

### Medien
Im Zuge der Proteste nach der Präsidentschaftswahl 2009 schränkte Chamenei, nach Art. 110 der iranischen Verfassung „Leiter aller Medien Irans“, die ohnehin praktisch nicht vorhandene Meinungs- und Pressefreiheit stark ein. Bereits seit 2006 verschärfte sich die Internetzensur in Iran mittels Filtersoftware und Verringerung der Übertragungsgeschwindigkeit sowie Sperrung verschiedener Webseiten, wie Facebook. Am 13. Dezember 2012 meldete sich Chamenei jedoch selbst bei Facebook an, was bei Bloggern Verwunderung hervorrief, da die Seite „für ihn erlaubt, fürs Volk strafbar“ sei. Ab Rohanis Amtsantritt im August 2013 verschlechterte sich Beobachtern zufolge die Situation mit einer „regelrechten Jagd auf Blogger und Internet-Aktivisten“ nochmals dramatisch.

### Proteste im Jahr 2022
Bezüglich der Proteste in Iran seit September 2022 erklärte Chamenei, dass der Tod von Mahsa Amini nicht Ursache der Unruhen sei, sondern „dass diese Unruhen und Unsicherheiten von Amerika und dem zionistischen Regime und ihren Mitarbeitern geplant“ worden seien. Chamenei ergänzte unter anderem: Zu den „gewalttätigen Ausschreitungen“ gegen den iranischen Staat sei es gekommen, weil „jemand Unsicherheit auf den Straßen“ geschürt habe. Im Dezember veröffentlichte der Neffe von Chamenei einen Brief seiner Mutter (Schwester von Chamenei), in der diese die despotische Führung ihres Bruders verurteilte und erklärte, dass sie hoffe „den Sieg der Bevölkerung und den Sturz dieser Iran regierenden Tyrannei bald zu sehen“. Sie drückte in dem Brief auch ihr Mitgefühl „mit allen Müttern aus, die die Verbrechen des Regimes der Islamischen Republik […] betrauern“. Sie warf der Staatsführung ihres Bruders vor, „Iran und Iranern nichts als Leiden und Unterdrückung“ gebracht zu haben. Sie selbst könne wegen ihrer körperlichen Verfassung nicht an den Protesten teilnehmen.

### Israelisch-iranischer Krieg
Im Juni 2025, während des israelisch-iranischen-Krieges, quartierte sich Chamenei in einem Bunker ein und benannte drei mögliche Nachfolger für den Fall seines Todes. Bei den von Chamenei ausgewählten Kandidaten soll es sich um drei hochrangige Geistliche handeln, nicht jedoch um seinen Sohn. Der Expertenrat sollte dann über seine Nachfolge entscheiden.

## Staatsterrorismus
Bezüglich des von Ruhollah Chomeini ausgesprochenen Todesurteils gegen Salman Rushdie wegen dessen Romans Die satanischen Verse äußerte sich Chamenei 1989 folgendermaßen:

„Der schwarze Pfeil des Todes ist abgeschossen und auf dem Weg zu seinem Ziel.“

2019 erklärte Chamenei aus Anlass des 30. Jahrestages dieser Fatwa gegen Rushdie, dass Chomeinis damaliges Urteil auf heiligen Versen basiere und unwiderruflich sei. Am 12. August 2022 wurde Rushdie durch einen Mordversuch eines Sympathisanten der iranischen Revolutionsgarde lebensgefährlich verletzt. Iranische Stellen hatten im Laufe der Jahre das Kopfgeld für die Ermordung Rushdies auf insgesamt rund 4 Millionen US-Dollar erhöht.
Am 6. August 1991 wurde in Paris der letzte Ministerpräsident des Schahs, Schapur Bachtiar, in seiner Wohnung ermordet. Der Auftragsmord wurde mit hoher Wahrscheinlichkeit vom obersten Revolutionsführer angeordnet, wie einer der festgenommenen Attentäter in der Gerichtsverhandlung aussagte.
Nach dreieinhalbjährigem Prozess verurteilte das Berliner Kammergericht im April 1997 Kazem Darabi und den Libanesen Abbas Rhayel wegen Mordes mit besonderer Schwere der Schuld zu lebenslanger Freiheitsstrafe im Mykonos-Prozess. Das Urteil stellte klar, dass der Auftrag zum Mord an vier iranisch-kurdischen Exilpolitikern von staatlichen Stellen Irans erteilt worden war und der Religionsführer Ali Chamenei sowie der ehemalige Staatspräsident Akbar Hāschemi Rafsandschāni über das Attentat vorab informiert waren (Aktenzeichen: (1) 2 StE 2/93 [19/93]).

## Rücktrittsforderungen
In einem Brief an den Vorsitzenden des Expertenrats, Akbar Hāschemi Rafsandschāni, hat der schiitische Geistliche Mohsen Kadivar im August 2010 die Absetzung des Revolutionsführers Ali Chamenei gefordert. Kadivar begründet dies damit, dass das Staatsoberhaupt systematisch versucht habe, den Expertenrat an der Wahrnehmung seiner Pflichten und Aufgaben zu hindern. Kadivar bezeichnete in dem offenen Brief Chamenei als Despoten, der „sowohl die Gesetze und die Verfassung als auch die Rechte der Bürger eklatant missachtet und den Grundsätzen des Islam zuwidergehandelt habe“.

## Antisemitismus und Israel
In der Islamischen Republik Iran sind nach Walter Posch drei Kategorien antijüdischer Vorurteile auszumachen:
1. islamischer Antijudaismus, der in sehr traditionellen und konservativen Schichten vorhanden ist, sich aber im Wesentlichen auf Fragen der rituellen Reinheit beschränkt und eher in der Landbevölkerung und in Kleinstädten eine Rolle spielt;
2. adaptierter europäischer Antisemitismus, wie er im 19. und 20. Jahrhundert verbreitet war, dessen Kernstück der Revisionismus ist; und
3. die Ablehnung der Staatsgründung Israels.[53]

Die erste Kategorie ist für Chamenei durch eine Fatwa obsolet – er erklärte in einem seiner Rechtsgutachten Juden, Christen, Zarathustrier und die Sabäer für kultisch rein. Die zweite Kategorie wird im Wesentlichen von Chamenei teils in stiller Duldung bzw. aktiver Förderung eingesetzt.
Für die dritte Kategorie sind bei Chamenei im Laufe der Jahre teilweise widersprüchliche Positionen auszumachen; die Rhetorik reicht von der radikalen Vernichtung des Staates Israel bis zur „Auflösung von Israel durch eine Volksabstimmung“. Im Folgenden Aussagen von Chamenei:

### Antizionismus
- 1999: „Aus islamischen, menschlichen, wirtschaftlichen, sicherheitspolitischen und (allgemein) politischen Gesichtspunkten ist die Gegenwart Israels eine gewaltige Bedrohung der Völker und Staaten in der Region. […] Und es gibt nur eine Lösung, das Problem im mittleren Osten zu lösen, nämlich die Zerschlagung und Vernichtung des zionistischen Staates.“[55]
- 2000: „Es ist die Position Irans, zuerst durch den Imam [Chomeini] verkündet und viele Male von den Verantwortlichen wiederholt, dass das Krebsgeschwür, genannt Israel, aus der Region herausgerissen werden muss.“[56]
- 2001: „Das Fundament des Islamischen Regimes ist die Gegnerschaft gegen Israel und das beständige Thema Irans ist die Eliminierung Israels in der Region.“[57][58]
- 2005: „Die islamische Republik hat niemals gedroht und wird niemals ein Land bedrohen.“[59]
  - „Das Ziel Irans ist nicht die militärische Zerstörung des jüdischen Staates oder der jüdischen Bevölkerung, jedoch die Niederlage der zionistischen Ideologie und die Auflösung von Israel durch eine Volksabstimmung.“[10]
- 2009: „Die Teilnahme am al-Quds-Tag [… ist ein] deutlicher Aufschrei der Muslime gegen den zerstörerischen zionistischen Krebs. Dieser Krebs, der die islamische Nation zerfrisst, ist von den Besatzern und Mächten der Unterdrückung hervorgerufen worden.“[60][61]
- 2012: „Bald wird sich die Welt vom zionistischen Regime, diesem Krebsgeschwür, befreien. Iran wird jedem helfen, der das zionistische Regime bekämpft, so wie es schon in der Vergangenheit Hisbollah und Hamas geholfen hat.“[62]
- 2013: Israel sei „ein tollwütiger Hund in dieser Region. […] Seine führenden Politiker sehen wie Tiere aus, man kann sie nicht menschlich nennen.“[63]
- 2014: Zum 9. November 2014 (dem Jahrestag der Reichspogromnacht 1938) ließ Chamenei einen Neun-Punkte-Plan zur Zerstörung Israels auf Twitter verbreiten.[64]
- 2015: Nach Abschluss des Atomabkommens sagte Chamenei im September 2015, er habe erfahren, dass die „Zionisten in Palästina“ der Ansicht seien, man brauche sich nun 25 Jahre keine Gedanken um Iran machen. Ihnen sage er: „Ihr werdet die nächsten 25 Jahre nicht erleben. So Gott will, wird es so etwas wie das zionistische Regime in dieser Region nicht mehr geben.“ Der „islamische Geist des Kämpfens und des Heldenmuts und des Dschihads“ werde „die Zionisten keine Sekunde mehr ruhen lassen“.[65]
- 2019: Erstmals distanzierte sich Chamenei im Juni 2019 von „früheren arabischen Führern, die glaubten, dass Juden ins Meer getrieben werden sollten“. Dies sei „nicht die Ansicht der Islamischen Republik“ Iran.[66]
- 2020: Im Mai zog Chamenei mit einer Zeichnung unter dem Motto „Palästina wird frei sein“, die den Jerusalemer Tempelberg zeigte, Kritik auf sich. Darüber stand: „Die Endlösung. Widerstand bis zu einem Referendum“. Das Bild auf Chameneis Webseite zum al-Quds-Tag zeigte feiernde Soldaten mit Palästinenserflaggen sowie Menschen mit Flaggen der islamistischen Terrororganisationen Hamas und Hisbollah. Israels Regierungschef Netanjahu sagte, dass Chameneis Drohungen, die „Endlösung“ gegen Israel umzusetzen, „an die ‚Endlösung‘ der Nazis zur Vernichtung des jüdischen Volks“ erinnerten. Auf Twitter schrieb Chamenei: „Wir werden jede Nation oder Gruppe, die gegen das zionistische Regime ist und es bekämpft, unterstützen.“ Die „Auslöschung des zionistischen Regimes“ bedeute nicht die der Juden, sondern vielmehr, ein „aufgedrängtes Regime“ wie das Netanjahus abzuschaffen. Weiter schrieb er: „Muslimischen, christlichen und jüdischen Palästinensern sollte erlaubt werden, ihre eigene Regierung zu wählen. Dies ist mit der Auslöschung Israels gemeint und dies wird auch Realität.“[67] In seiner Neujahrspredigt am 22. März 2020 behauptete Chamenei, die COVID-19-Pandemie wäre auf das Zusammenwirken von bösen Geistern (Dschinns) und Menschen zurückzuführen.[68] Später hieß es auf seiner Website, es gäbe „keinen Zweifel“, dass „Juden und insbesondere Zionisten“ eine besondere „Beziehung zum Teufel und zu Geistern“ hätten.[69] Im April 2020 verglich Chamenei in einem Tweet Israel und den Zionismus mit dem Coronavirus und dessen Bekämpfung.[70]
- 2024: Im Jahr 2024 rief er muslimische Länder zum Kampf gegen Israel auf.[71]

### Holocaustleugnung
Chamenei leugnete den Holocaust, den er als Märchen bezeichnet, und unterstützt andere Holocaustleugner. Unter anderem äußerte er sich zum Holocaust wie folgt:
- 2000: „Wenn schon jemand aufsteht und wie der Franzose [= Roger Garaudy] einige Bücher gegen den Zionismus schreibt und es auch als eine Unwahrheit bezeichnet, dass Juden in Brennöfen verbrannt worden sind, behandeln sie ihn ganz anders als sonst.“[74]
- 2001: „Die übertriebenen Statistiken über die Ermordung von Juden sind selbst Instrumente, um das Mitleid der Bevölkerung zu erwecken.“[75]
- 2006: „Die Meinungsfreiheit, die sie [Anm.: der Westen] meinen, erlaubt es gar nicht, dass jemand das Märchen von der Ermordung der Juden, das auch Holocaust genannt wird, anzweifelt.“[76]

Auch 2014 stellte Chamenei die Realität der Massenvernichtung der europäischen Juden in Frage. Am 27. Januar 2016, dem Internationalen Tag des Gedenkens an die Opfer des Holocaust, veröffentlichte Chamenei auf seiner Webseite ein dreiminütiges Video mit Bildmontagen, in dem er behauptete, es sei unklar, ob bzw. wie der Holocaust sich ereignet habe. Weiter sagte er, dass niemand in Europa wage, darüber zu sprechen, und diejenigen, die Zweifel äußerten, von denen verfolgt und inhaftiert würden, die für sich, so Chamenei, beanspruchen würden, Unterstützer der Freiheit zu sein. Ende 2019 lobte Chamenei den französischen Holocaustleugner Roger Garaudy erneut und bezeichnete ihn als „mutig“ und „unermüdlich“.

## Außenpolitik

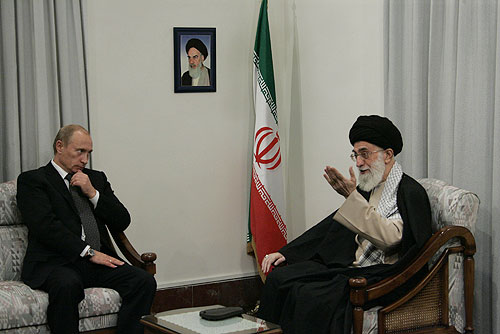
Ali Chamenei (rechts) mit Putin am 17. Oktober 2007

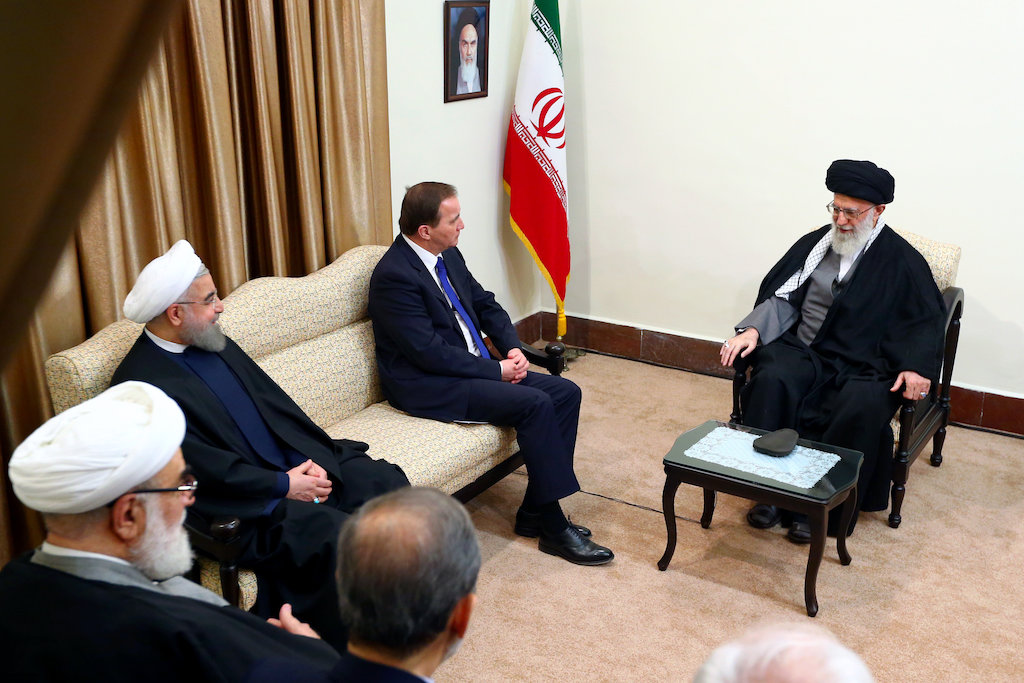
Ali Chamenei mit Stefan Löfven, 2017

Laut Chamenei betrachtet sich der religiöse Führer im Verständnis der Islamischen Republik Iran und deren Verfassung nicht als Diktator, sondern vom Gesetz des Propheten und damit vom göttlichen Auftrag geleitet.
Nach Artikel 109 der iranischen Verfassung bedarf es für den religiösen Führer neben persönlicher islamischer Voraussetzungen auch Eigenschaften wie „vernünftige politische und gesellschaftliche Weitsicht, Besonnenheit, Tapferkeit, administrative Fertigkeiten und adäquate Führungsfähigkeiten.“ Chamenei versteht wie Ruhollah Chomeini seine Aufgabe nicht darin, sich in aktuelle Tagespolitik einzumischen, dafür gibt es das Amt des Präsidenten, jedoch hat er bei außenpolitisch für Iran bzw. den Islam wichtigen Angelegenheiten klar Stellung bezogen, so z. B. beim Irakkrieg, Atomstreit, Mohammed-Karikaturen, Papstzitat von Regensburg etc. Diese Stellungnahmen, auch mittels Fatwa, binden den iranischen Präsidenten bei dessen politischen Entscheidungen und geben langfristig die außenpolitische Richtung Irans vor.

### Atomstreit
Im Oktober 2003 wurde von Chamenei, in Übereinstimmung mit der religiösen Führung in Ghom hinsichtlich der religiösen Grundsätze des Islam, die Entwicklung und der Gebrauch von Massenvernichtungswaffen untersagt. Am 24. Juni 2004 sprach Chamenei im iranischen Fernsehen: „Wir haben keinen Bedarf für eine Atombombe. Wir haben unsere Feinde überwunden, auch ohne Atombombe.“ Am 5. November 2004 unterstrich Chamenei diesen Satz während der Freitagspredigt an der Universität Teheran: „Wir denken nicht an Atomwaffen. Ich sagte dies bereits viele Male. Unsere Atomwaffe ist dieses Volk.“
Im August 2005 hat Chamenei eine Fatwa erlassen (und der IAEA notifiziert), die Herstellung und Gebrauch atomarer Waffen verbietet. Zum Atomstreit nahm Chamenei im Januar 2006 nochmals öffentlich Stellung: „Wir wollen keine Atomwaffen, der Westen weiß das.“ Der Besitz von Nuklearwaffen, so Chamenei, widerspreche den politischen und ökonomischen Interessen des Landes und sei gegen die islamische Lehre. Gleichzeitig betonte er, Iran wolle das Nuklearprogramm ausbauen.
Am 4. Mai 2008 erklärte Chamenei zum neuen Gesprächsangebot westlicher Staaten im Atomstreit mit Iran, dass Drohungen Iran nicht zum Rückzug bewegen würden.
Am 11. September 2009 erklärte Chamenei in seiner Freitagspredigt in Teheran: Wenn Iran auf seine Rechte verzichten würde, seien es nukleare oder andere, bedeute dies den „Niedergang der Islamischen Republik“. Mehr als 200 Jahre, so Chamenei, gäbe es ein „heimtückisches Verhalten der amerikanischen und britischen Regierungen“ gegenüber Iran. „Also, was soll es. Sie können uns nicht mehr einschüchtern.“
Am 16. Februar 2013 nahm Chamenei nochmals Stellung im Atomstreit: „Wir planen keine Nuklearwaffen, nicht wegen des Unbehagens der USA, sondern weil wir überzeugt sind, dass Atomwaffen ein Verbrechen gegen die Menschlichkeit sind.“ Wenn Iran die Absicht hätte, Atomwaffen zu bauen, so Chamenei, werde dies niemand verhindern können.

### Irakkrieg
Am 6. Mai 2004 sprach Chamenei über den Irakkrieg: „die Amerikaner stecken im Irak fest und haben keinen Ausweg. Sie sind wie ein Wolf, dessen Schwanz in einer Falle gefangen wurde […] Sie sind tief im Sumpf.“ Am ersten Freitag des islamischen Fastenmonats Ramadan, dem 14. September 2007, verglich Chamenei US-Präsident George W. Bush mit Adolf Hitler und Saddam Hussein, der vor ein Kriegsgericht und zur Rechenschaft gezogen werde. „Warum hat ein reiches Land wie der Irak kein Wasser, keinen Strom, keine Krankenhäuser und keine Schulen? Das Einzige, was die Amerikaner in den Irak gebracht haben, ist der Terrorismus.“

### Syrien
Im syrischen Bürgerkrieg ließ er Iran das Assad-Regime unterstützen. Laut dem Syrischen Netzwerk für Menschenrechte (SNHR) wurden im syrischen Bürgerkrieg bis Juli 2024 insgesamt 231.496 Zivilisten getötet. 87 % der zivilen Todesopfer sind dabei laut SNHR auf die syrischen Streitkräfte und iranische Pro-Assad-Kräfte zurückzuführen. Nachdem Baschar al-Assad im Dezember 2024 von islamistischen syrischen Rebellen (vor allem der HTS und SNA) gestürzt worden war und Iran dadurch eine starken außenpolitischen Machtverlust erlitt, behauptete Chamenei, die USA und Israel hätten den Sturz des Assad-Regimes herbeigeführt. Die Geschehnisse in Syrien seien „das Ergebnis eines amerikanisch-zionistischen Plans“. Bei einer religiösen Zeremonie sagte er, man gehe „davon aus, dass sich in Syrien wieder eine starke (Widerstands-)Gruppe bilden“ werde; vor allem die syrische Jugend werde erneut Widerstand gegen die leisten, die ihr Land und ihre Zukunft wiederholt unsicher gemacht hätten, so Chamenei. Der Außenminister der syrischen Übergangsregierung, Asaad Hassan al-Shaybani, warnte Iran daraufhin davor, Chaos in Syrien zu verbreiten.

### USA
Während Gespräche mit den USA über die Lage im Irak für Chamenei – nach seiner Rede vom 21. März 2006 – keine Probleme darstellen („Wenn iranische Vertreter dafür sorgen können, dass die USA einige Themen im Irak verstehen, dann gibt es kein Problem mit Verhandlungen.“), lehnte Chamenei nach Angaben des iranischen Fernsehens vom 27. Juni 2006 direkte Verhandlungen mit den USA im Atomstreit mit den Worten „Mit Amerika zu verhandeln erbringt keine Vorteile für uns und wir brauchen solche Verhandlungen nicht“ ab.
In einer Rede am 3. Januar 2008 nahm Chamenei nach Angaben der Nachrichtenagentur Mehr zu den Beziehungen zu den USA Stellung: „Der Abbruch der Beziehungen zu den USA sei bisher eine der Grundlagen der iranischen Politik. Aber wir haben nie gesagt, dass diese Unterbrechung für immer ist“. Mit der Regierung von George W. Bush werde es keine besseren Beziehungen geben.
Am 21. März 2009 nahm Chamenei Stellung zu der Videobotschaft des neuen amerikanischen Präsidenten Barack Obama an das iranische Volk und die Führung Irans anlässlich des Neujahrsfestes: „Die USA sind in der Welt verhasst und müssen aufhören, sich in die inneren Angelegenheiten anderer Länder einzumischen.“ Zugleich betonte er: „Wir haben keine Erfahrung mit der neuen amerikanischen Regierung und dem neuen amerikanischen Präsidenten. Wir werden sie beobachten und urteilen. Wenn Sie Ihre Haltung ändern, werden wir unsere Haltung ändern.“ „Wenn unter diesem Samthandschuh eine eiserne Faust versteckt ist, hat diese Geste keinen Wert.“
Obama beabsichtigte laut der Zeitung New York Times, „das Verbot von direkten Kontakten zwischen US-Diplomaten und iranischen Repräsentanten in aller Welt aufzuheben“ und darüber hinaus eine direkte Kommunikation mit Chamenei anzustreben.
Am 21. März 2010 hat Chamenei dem amerikanischen Präsidenten Barack Obama vorgeworfen, ein Komplott gegen die Islamische Republik zu schmieden. „Sie haben Briefe geschrieben und Mitteilungen geschickt, in denen sie sagten, sie wollten die Beziehungen zur Islamischen Republik normalisieren. Aber in der Praxis haben sie das Gegenteil getan.“ Die USA hätten schon bei den Unruhen nach der Präsidentenwahl im Juni 2009 die „schlechtestmögliche Position“ eingenommen, indem Randalierer als Bürgerrechtler bezeichnet wurden. Am 17. April 2010 sprach er in einer Grußbotschaft zur Eröffnung eines Nukleargipfels in Teheran: „Der einzige Nuklearkriminelle der Welt behauptet fälschlich, im Kampf gegen die Verbreitung von Atomwaffen zu sein […] übernimmt jedoch definitiv keine ernsthaften Maßnahmen in Bezug auf die Frage.“

### Karikaturenstreit
Zum Karikaturenstreit bemerkte Chamenei im iranischen Fernsehen, „die Wut unter den Muslimen ist gerechtfertigt und sogar heilig. Sie wendet sich jedoch nicht gegen die Christen weltweit, sondern gegen einige diabolische Kräfte, die an dieser teuflischen Affäre beteiligt sind. […] Die Affäre um die Karikaturen ist eine Verschwörung der Zionisten, um Spannungen zwischen Muslimen und Christen zu erzeugen“.

### Papstzitat von Regensburg
Das Papstzitat von Regensburg (ein im September 2006 publiziertes Diktum von Benedikt XVI.) bezeichnete Chamenei als das „letzte Glied eines Komplotts für einen Kreuzzug.“

### Jassir Arafat
Im Dezember 2004 würdigte Chamenei den verstorbenen Jassir Arafat für „seine herausragende Rolle im Kampf für die Rechte seines Volkes und gegen Israel.“ Die Nachfolger des Palästinenserpräsidenten dürften nicht vergessen, dass die Fortführung von Intifada und Widerstand eine strategische Entscheidung des Volkes seien.

### Schatt al-Arab

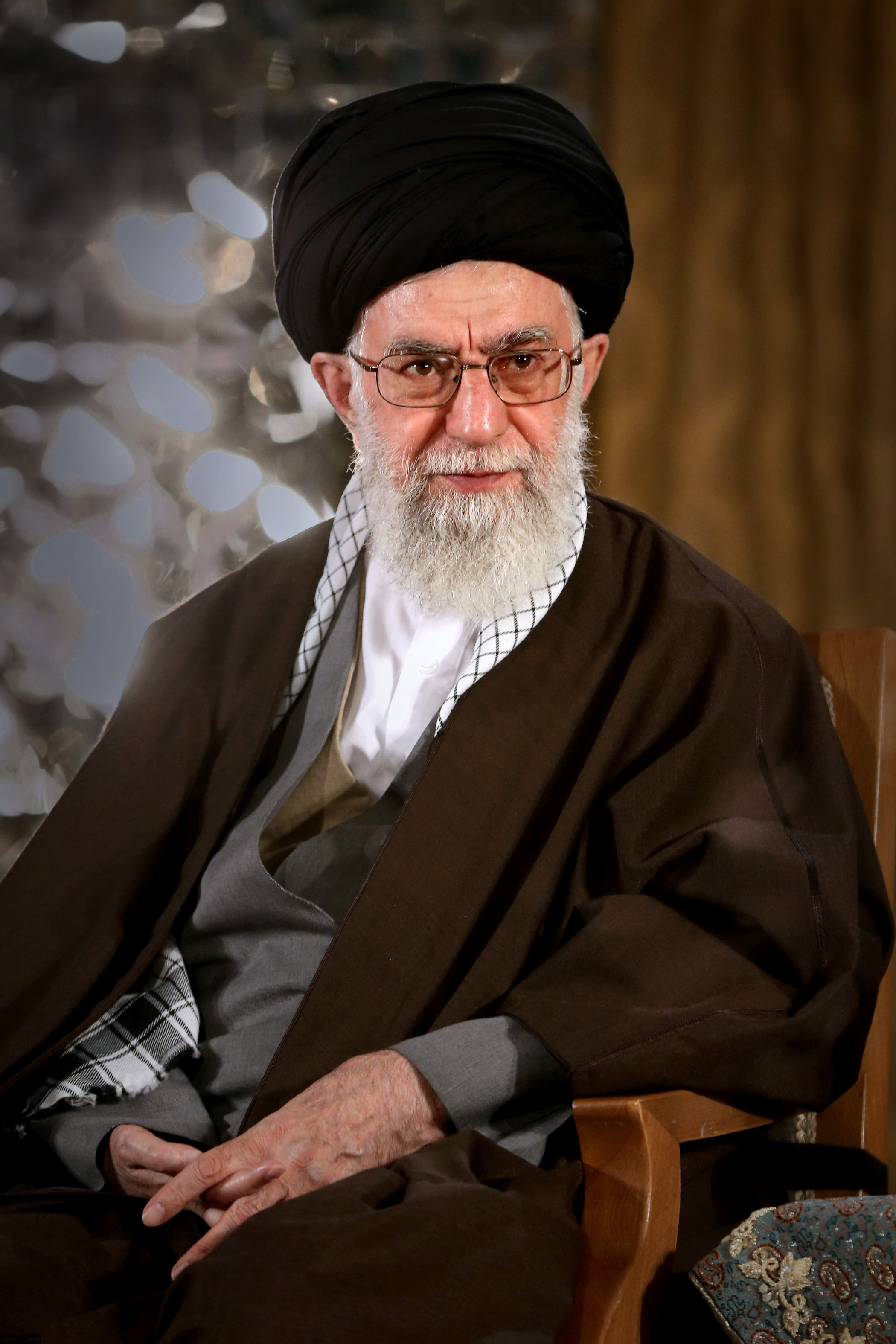
Ali Chamenei (2016)

Im Zusammenhang mit der Gefangennahme von 15 britischen Marinesoldaten am 23. März 2007 auf dem Schatt al-Arab an der Grenze zu Iran kam es zu einem brieflichen Kontakt zwischen dem Papst Benedikt XVI. und dem Ajatollah Chamenei. Beide Seiten waren darauf bedacht, die Situation mit einer Geste des guten Willens, im Angesicht der wichtigen Feiertage des christlichen Osterfestes und dem Geburtstag des islamischen Propheten Mohammed, zu entspannen.

## Familie
Chamenei hat vier Söhne:
- Mostafa (* 1965) ist mit der Tochter von Mohammad-Hossein Choschwaght, Minister unter Mohammad Chātami, verheiratet.
- Modschtaba (* 1969 in Maschhad) ist mit der Tochter des ehemaligen iranischen Parlamentspräsidenten Gholam Ali Haddad-Adel verheiratet,
- Massud Chamenei (* 1974)
- Maysam Chamenei (* 1978)

und zwei Töchter,
- Boschra Chamenei (* 1980)
- Hoda Chamenei

Die Schwester Chameneis war mit dem Dissidenten Scheich Ali Tehrani verheiratet. Dessen Sohn, Mahmud Tehrani, lebt (Stand 2009) im Exil in Paris. Er äußerte 2009 die Vermutung, sein Onkel sei ein Spielball der Iranischen Revolutionsgarde, von Mahmud Ahmadinedschad oder von Mesbah Yazdi.

## Veröffentlichungen

### Politisch-religiöse Texte, ab 1963
- 1. Islamische Gedanken im Koran (Ein Überblick)
- 2. Die Tiefe des Gebetes
- 3. Ein Diskurs über die Geduld
- 4. Die Prinzipien der vier Bücher von Traditionen in Bezug auf die Biographie des Erzählers
- 5. Vormundschaft (Wilayah)
- 6. Ein Gesamtbericht des Islamischen Seminars von Maschhad
- 7. Imam as-Sadiq
- 8. Einheit und politische Parteien
- 9. Persönliche Ansichten über die Kunst
- 10. Richtiges Verstehen der Religion
- 11. Kampf der schiitischen Imame
- 12. Die Essenz der Einheit Gottes
- 13. Die Notwendigkeit der Rückkehr zum Koran
- 14. Imam as-Sadschad
- 15. Imam Reza und seine Ernennung zum Kronprinzen.
- 16. Die kulturelle Invasion (Sammlung von Reden)
- 17. Sammlungen von Reden und Beiträge (9 Bände)

### Übersetzungen
Chamenei hat aus dem Arabischen ins Persische übersetzt:
- 1. Der Friedensvertrag von Imam Hasan, von Raazi Aal-Yasseen
- 2. Die Zukunft der islamischen Religion (al-Mustaqbal li-hadha’l-Din), von Sayyid Qutb
- 3. Muslime in der liberalen Bewegung Indiens, von Abdulmunaim Nassri
- 4. Eine Anklage gegen die westliche Zivilisation, besser bekannt unter Zeichen auf dem Weg (Ma’alim fi t-tariq), von Sayyid Qutb